# 고카정 (시가현)
고카정(甲賀町)은 시가현 고카군에 설치되었던 정이다. 시가현 남동부의 코가 지방에 있었다. 2004년 10월 1일, 미니쿠치정, 쓰치야마정, 고카정, 고난정, 시가라키정이 합병해 고카시가 되었기 때문에 폐지되었다.

## 역사
- 1955년 4월 1일 - 사야마촌, 오하라촌, 아부라히촌이 합병해 성립하였다.
- 2004년 10월 1일 - 미니쿠치정, 쓰치야마정, 고난정, 시가라키정과 합병해 고카시가 성립하였다. 동일 고카정은 폐지되었다.

## 교통

### 철도
- 서일본 여객철도
  - 구사쓰 선